# Козловський Святослав Григорович
Святослав Григорович Козловський (нар. 26 березня 1994, Львів, Україна) — український футболіст, правий вінгер.

## Клубна кар'єра

### Ранні роки
Футболом розпочав займатися з 5-річного віку у футбольній секції міста Винники. У 2007 році потрапив до дитячо-юнацької академії «Карпат», де тренувався під керівництвом Олега Бойчишина. У 2009 році перейшов до молодіжної академії харківського «Металіста». Саме в цей час і дебютував у дорослому футболі — у 2010 році в матчі винниківського «Руху» в чемпіонаті Львівської області. Проявити себе в «Металісті» не зміг, оскільки отримав травму. Щоб набрати ігрову форму, 2011 року перейшов у «Карпати-2», з якими став бронзовим призером чемпіонату Львівської області. Побував на перегляді в донецькому «Металурзі», але керівництво клубу вирішило не підписувати контракту зі Святославом.

### Дебют у професіональному футболі
У 2011 році підписав контракт зі «Львовом». У професіональному футболі дебютував 5 жовтня 2011 року в програному (0:2) «левами» поєдинку 14-го туру Першої ліги проти «Севастополя». Козловський вийшов на поле в стартовому складі та відіграв увесь матч. Першим голом на професіональному рівні відзначився 12 листопада 2011 року на 35-й хвилині програного (1:2) виїзного поєдинку 20-го туру Першої ліги проти охтирського «Нафтовика-Укрнафти». Святослав вийшов на поле в стартовому складі, а на 75-й хвилині його замінив Станіслав Гончарук. У складі «Львова» зіграв 12 матчів у Першій лізі, в яких відзначився 1 голом. Потім перейшов у львівські «Карпати», але так і не зіграв за команду жодного поєдинку.

### Виступи на аматорському рівні та спроби заграти у професіональних клубах
Так і не отримавши можливості зіграти за «Карпати», у 2012 році переходить до винниківського «Руху», у складі якого грає в чемпіонаті Львівської області. Наступного року дебютує разом з «Рухом» в аматорському чемпіонаті України. У 2013 році повертається до «Металіста», де виступав за юнацьку та молодіжні команди харків'ян. Потім знову переходить у «Рух». Восени 2014 року зіграв у товариському матчі «Дніпра» проти аматорського «Олімпіка» (Петриківка), а згодом підписав контракт з дніпропетровським клубом. Під керівництвом Дмитра Михайленка грав рідко, виходячи переважно на заміни, забивав, але стати основним гравцем так і не зміг. Проте допоміг команді виграти молодіжний чемпіонат України. Після цього виступав за «Рух». 
У серпні 2015 року повернувся у «Металіст», але шансів проявити себе в першій команді знову не отримав. Виступав, здебільшого, за молодіжну команду харків'ян.

### «Рух» та іспанський вояж
На початку липня 2016 року став гравцем винниківського «Руху». Дебютував за нову команду у професіональних змаганнях 20 липня 2016 року в переможному (3:0) виїзному поєдинку 1-го попереднього раунду кубку України проти соснівського «Гірника». Козловський вийшов на поле в стартовому складі, а на 81-й хвилині його замінив Роман Іванов. У Другій лізі України дебютував 24 липня 2016 року в переможному (6:0) домашньому поєдинку 1-го туру проти «Іллічівця-2». Святослав вийшов на поле в стартовому складі та відіграв увесь матч, а на 25-й хвилині відзначився голом у воротах маріупольського клубу. У команді відіграв два сезони, за цей час у чемпіонатах України зіграв 29 матчів (8 голів), ще 3 поєдинки зіграв у кубку України. У січні 2018 року інтернет-видання UA-Футбол, з посиланням на твіттер газети «Спортивка», розповсюдило інформацію про майбутній перехід Святослава Козловського в львівські «Карпати», але перехід так і не відбувся. На початку серпня 2018 року залишив розташування «Руху».
Напередодні старту сезону 2018/19 років виїхав до Іспанії, де уклав договір з клубом Сегунди Б (четвертий дивізіон чемпіонату країни) «Олімпік» (Хатіва). Проте дебютувати за нову команду так і не зміг, оскільки через фінансові борги на клуб наклали заборону реєструвати нових футболістів. 

### Повернення в «Рух»
У лютому 2020 року повернувся до «Руху», підписавши з клубом 1,5-річний контракт. Сезон 2020/21 років розпочав у молодіжній команді львівського клубу.

## Кар'єра в збірній
З 2011 по 2012 рік зіграв 4 матчі та відзначився 2-ма голами у складі юнацької збірної України (U-18).
У січні 2015 року головний тренер молодіжної збірної України Сергій Ковалець викликав Святослава до тренувального табору команди напередодні участі в турнірі Enda Cup.

## Особисте життя
Батько, Григорій Козловський, підприємець. На аматорському рівні також виступав за винниківський «Рух».